# Guadalajara Challenger 1981
Il Guadalajara Challenger 1981 è stato un torneo di tennis facente parte della categoria ATP Challenger Series nell'ambito dell'ATP Challenger Series 1981. Il torneo si è giocato a Guadalajara in Messico dall'11 al 17 maggio 1981 su campi in terra rossa.

## Vincitori

### Singolare
João Soares ha battuto in finale  Matt Anger con il punteggio di 6–4, 7–5

### Doppio
Glen Holroyd /  Eric Sherbeck hanno battuto in finale  Bruce Kleege /  Andy Kohlberg con il punteggio di 6–7, 6–4, 7–6